# Jon Secada
Juan Francisco Secada (né le 4 octobre 1961 à La Havane, Cuba) est un chanteur et auteur-compositeur afro-cubain de musique latine pop.